# Charles Bryant
Charles Bryant (8 de enero de 1879-7 de agosto de 1948) fue un actor y director de cine británico. 

## Biografía
Nacido en Hartford, Cheshire (Inglaterra), realizó sus estudios en el Ardingly College. A los catorce años dejó la escuela para hacerse actor teatral y tres años después viajó a Estados Unidos para empezar a trabajar en Broadway, actuando en 1887 en la pieza titulada The First Born.  
Bryant trabajó en A Train of Incidents (1914) y en War Brides (1916), filme que significó el debut de su esposa, Alla Nazimova. Aunque era homosexual, Bryant se había casado con ella en 1912. Fue un matrimonio de conveniencia, pues ella era lesbiana. Bryant y Nazimova firmaron un contrato con Metro Pictures en 1918 y trabajaron juntos en varios filmes, entre ellos Revelation, Out of the Fog, y Billions. En 1918, Nazimova fundó Nazimova Productions, compañía para la cual Bryant empezó a dirigir. La pareja produjo en 1923 una adaptación al cine de la obra de Oscar Wilde Salomé. Sin embargo, la asociación de Byrant con Nazimova tuvo poca duración, pues Salomé fue un fracaso de público y Nazimova Productions quebró. Bryant no volvió a trabajar en el cine, por lo que volvió a Broadway. Poco después de dejar Hollywood, Bryant y Nazimova se divorciaron, aparentemente debido a que su unión de conveniencia ya no era necesaria. 
Charles Bryant falleció en Mount Kisco, Nueva York, en 1948. Tenía 69 años. 